# Região Geográfica Imediata de Araguaína

Localização da região no Estado do Tocantins.

A Região Geográfica Imediata de Araguaína é uma das 11 regiões imediatas do estado brasileiro do Tocantins, uma das 5 regiões imediatas que compõem a Região Geográfica Intermediária de Araguaína e uma das 509 regiões imediatas no Brasil, criadas pelo IBGE em 2017. É composta de 21 municípios.

## Municípios
- Ananás
- Angico
- Aragominas
- Araguaína
- Araguanã
- Arapoema
- Babaçulândia
- Barra do Ouro
- Campos Lindos
- Carmolândia
- Darcinópolis
- Filadélfia
- Goiatins
- Muricilândia
- Nova Olinda
- Pau-d'Arco
- Piraquê
- Riachinho
- Santa Fé do Araguaia
- Wanderlândia
- Xambioá